# Norrbottensbrigaden
Norrbottensbrigaden (NMekB 19), även känd som 19. norrlandsmekaniserade brigaden, är en mekaniserad norrlandsbrigad inom svenska armén som verkat i olika former åren 1949–2000 och återigen från 2022. Förbandsledningen är förlagd i Bodens garnison i Boden.

## Historik
Norrbottensbrigaden sattes upp som en infanteribrigad åren 1949–1951, under namnet Norrbottensbrigaden (IB 19), detta genom att fältregementet (krigsförbandet) Norrbottens regemente (I 19) omorganiserades genom försvarsbeslutet 1948 till brigad. Norrbottensbrigaden som ursprungligen var en infanteribrigad kom 1964 att bli den andra, av totalt fem, infanteribrigader som omorganiserades till Norrlandsbrigad. Förbandet fick då den nya beteckningen NB 19. Den 1 juli 1994 kom nästa organisationsförändring inom brigaden, då den överfördes från infanteriet till pansartrupperna, samtidigt som den avskildes från Norrbottens regemente (I 19/P 5). Med denna omorganisation uppgick regementet i brigaden. Brigaden antog därmed namnet Norrbottens regemente och Norrbottensbrigaden (MekB 19) och blev ett kaderorganiserat krigsförband inom Norra militärområdet (Milo N). 
Inför försvarsbeslutet 2000 föreslog regeringen för riksdagen en kraftig reducering av arméförbanden, vilket bland annat innebar att av de tretton brigadförbanden inom armén, skulle endast sex arméförband kvarstå för utbildning av armébrigadledningar och mekaniserade bataljoner. Vidare ansågs att de skulle vara relativt jämnt geografiskt fördelade över landet. Medan brigadförbanden ställdes mot varandra för att väga för- och nackdelar om vilka skulle kvarstå inom grundorganisationen, så stod det klart att Norrbottens regemente och Norrbottensbrigaden skulle kvarstå, då regeringen ansåg att brigaden hade en god mekaniserad kapacitet för utbildning av hel bataljon, goda förhållanden gällande övnings- och skjutfält samt tillgång till militärområdesverkstad. Även långsiktigt ansågs brigaden ha en god infrastruktur som lämpade sig för utbildning av i stort sett samtliga typer av mekaniserade förband. Genom försvarsbeslutet 2000 kom Norrbottens regemente och Norrbottensbrigaden (MekB 19) från den 1 juli 2000 att anta namnet Norrbottens regemente (I 19), vilket organiserades som ett fredsförband.
Inför försvarsbeslutet 2020 föreslog regeringen för riksdagen att de två dåvarande brigadstrukturerna skulle omorganisera till två mekaniserade brigader, samt att påbörja organiseringen av en tredje mekaniserad brigad. De mekaniserade brigaderna och den förstärkta mekaniserade bataljonen på Gotland föreslogs av regeringen att organiseras utgående från tillgången på stridsvagnar och stridsfordon. Samtliga mekaniserade bataljoner föreslogs även ges en tillräcklig förmåga till indirekt eldunderstöd. Den 26 februari 2021 presenterade Försvarsmakten sitt budgetunderlag för 2022, där Försvarsmakten redovisade sin planering, förberedelser och verksamhet i syfte att verkställa det av riksdagen antagna försvarsbeslutet. Bland annat skulle krigsorganisationen utvecklas successivt mot tre brigader, en reducerad brigad samt en stridsgrupp. För Norrbottens regemente innebar det att Tredje brigaden från 2022 skulle omorganiseras till Norrbottensbrigaden (NMekB 19), för att vara helt färdigställt perioden 2026–2030.

## Verksamhet
I samband med att brigaden omorganiserades under 1960-talet till en Norrlandsbrigad, antogs brigadorganisation Norrlandsbrigad 63 (NB 63). I mitten av 1980-talet när den nya bandvagnen bandvagn 206 tillfördes Armén, skedde en utveckling av Norrlandsbrigaderna i form av att de övergick till den nya organisationen Norrlandsbrigad 85 (NB 85), där de bland annat tillfördes ytterligare en norrlandsskyttebataljon.
I samband med 1994 års organisationsförändring bildade brigaden en Norrlandsmekaniseradbrigad och bestod fyra anfallsförband, två stridsvagnsbataljoner beväpnade med stridsvagn 122 och stridsfordon 90, samt två mekaniserade bataljoner beväpnade med stridsfordon 90. Medan övriga brigader i Armén utbildades på flera förbandsorter, utbildades Norrbottensbrigaden uteslutande i Boden, där endast underhållsbataljonen utbildades vid Norrlands trängkår i Sollefteå garnison. Övriga ingående enheter utbildades, förutom vid brigaden, vid Bodens artilleriregemente, Bodens ingenjörkår, Norrlands signalkår, Norrlands luftvärnskår. I samband med försvarsbeslutet 2000 upplöstes huvuddelen av brigaden, för istället omorganiseras till ett utbildningsförband under namnet Norrbottens regemente. Brigadens mekaniserade bataljoner kom åren 2000–2004 ingå i 1. Mekaniserade divisionen.
När brigaden åter aktiverades 2022, kom den att uppsättas som en mekaniserad norrlandsbrigad, där dess huvudbeväpning kom att utgöras av befintlig materiel ur materielreserven. Vidare planerades för en modifiering av stridsfordon och stridsvagnar, i huvudsak för att öka eldkraft och skydd.

### Organisation
| 1994–2000 - 2x stridsvagnsbataljon (Strv 122, Strf 90) - 2x mekaniserad bataljon (Strf 90) - 1x luftvärnsbataljon (Lvrbs 70) - 1x haubitsbataljon (FH77) - 1x underhållsbataljon - 1x norrlandspansarvärnskompani (Rb 55 Bv 2063) | 2022– - 19. brigadstaben - 19. brigadledningskompaniet - 19. brigadspaningskompaniet - 19. brigadsambandskompaniet - 19. brigadluftvärnskompaniet - 191. mekaniserade bataljonen - 192. mekaniserade bataljonen - 193. mekaniserade bataljonen - 19. brigadunderhållsbataljonen - 19. brigadingenjörbataljonen - 19. brigadartilleribataljonen - 19. stridsvagnstransportkompaniet |

### Internationell verksamhet
År 1998 svarade brigaden för att sätta upp den tionde bosnienbataljonen, BA 10.

## Heraldik och traditioner
När brigaden bildades som ett kaderorganiserat krigsförband och antog namnet Norrbottens regemente och Norrbottensbrigaden ärvdes heraldik och traditioner från Norrbottens regemente. I slutet av 1800-talet antog Norrbottens regemente "Norrbottens fältjägare" (Sundgrén) som förbandsmarsch. År 1916 antogs "Finska rytteriets marsch" som förbandsmarsch, vilken användes åren 1916–1927 tillsammans med Karlskrona grenadjärregemente. Karlskrona grenadjärregemente använde marschen som ett arv från Smålands husarregemente (K 4). Efter att regementet uppgick i brigaden 1994, kom brigaden att använda förbandsmarschen. Från 2000 används den åter av regementet.

## Förbandschefer
Brigadchefer åren 1949–2000 och från 2022.

- 1949–1993: ???
- 1993–1994: Överste Bengt Jerkland
- 1994–1999: Överste Lars-Gunnar Nilsson
- 1999–2000: Överste Per Lodin
- 2000–2021: Ej aktiv
- 2022–2023: Överste Lars O Jonsson
- 2023–2024: Överste Gustaf Dufberg[k]
- 2024–20xx: Överste Daniel Rydberg[l]

## Namn, beteckning och förläggningsort
| Norrbottensbrigaden                           | 1949-10-01 | – | 1994-06-30 |
| Norrbottens regemente och Norrbottensbrigaden | 1994-07-01 | – | 2000-06-30 |
| Norrbottensbrigaden                           | 2022-01-01 | – |            |

| IB 19    | 1949-10-01 | – | 1964-??-?? |
| NB 19    | 1964-??-?? | – | 1994-06-30 |
| MekB 19  | 1994-07-01 | – | 2000-06-30 |
| NMekB 19 | 2022-01-01 | – |            |

| Bodens garnison (F) | 1949-10-01 | – | 2000-06-30 |
| Bodens garnison (F) | 2022-01-01 | – |            |